# Бирюков, Алексей Юрьевич
Алексей Юрьевич Бирюков (род. 1 февраля 1974) — российский актёр театра и кино.

## Биография
Родился 1 февраля 1974 года в Ульяновске. В 1995 году окончил Школу-студию МХАТ и был принят в труппу Московского драматического театра им. Н. В. Гоголя.

## Творчество

### Театральные работы

#### Московский драматический театр им. Н. В. Гоголя
- 1995 — «Чужой ребёнок» В. Шкваркина (режиссёр А. Бордуков) — Яков
- «Вождь краснокожих» З. Сигалова по новелле О. Генри (режиссёр А. Швецов) — Сэм
- 1996 — «Комедия о российском дворянине Фроле Скобееве и стольничей Нардын-Нащокина дочери Аннушке» Д. Аверкиева (режиссёр А. Бордуков) — Савва Алексеич Лычиков
- 1996 — «Бесприданница» А. Н. Островского (режиссёр С. Яшин) — Василий Данилыч Вожеватов

- 1997 — «Бенефис по-итальянски» («Последний любовник всегда самый лучший») по пьесам А. Николаи и М. Фратти (режиссёр Я. Краснянский)
- 1997 — «Татьяна Репина» по А. С. Суворину и А. П. Чехову (режиссёр А. Говорухо)
- 1997 — «Иванов» А. П. Чехова (режиссёр С. Яшин)
- 2001 — «Записная книжка Тригорина» Т. Уильямса (режиссёр С. Яшин) — Медведенко, Иван
- «Госпожа Метелица» по сказке Братьев Гримм (режиссёр А. Швецов)
- 2003 — «Что тот солдат, что этот» Б. Брехта (режиссёр К. Богомолов)
- 2003 — «По щучьему велению» Е. Я. Тараховской (реж. В. Сорокин, С. Яшин)
- 2003 — «Отель "Ламбада"» А. Сергеева (реж. С. Яшин, В. Сорокин) — Пётр Первый
- 2004 — «Король забавляется» В. Гюго (режиссёр С. Яшин)
- 2006 — «Веер леди Уиндермир» О. Уайльда (режиссёр С. Яшин) — Лорд Уиндермир, Лорд Дарлингтон
- 2008 — «Женщин похищать опасно» Луи Вернейля[фр.] (режиссёр А. Говорухо) — Вельтон
- 2008 — «Портрет» по произведениям Н. В. Гоголя (режиссёр А. Левицкий)
- «Безобразная Эльза» Энсио Рислакки (реж. Б. Голубовский, А. Чаплеевский) — Уско Аамунен, студент
- 2009 — «Ночь перед Рождеством» Н. В. Гоголя (режиссёр С. Яшин) — Голова
- 2009 — «А поутру они проснулись» по повести и рассказам В. М. Шукшина (режиссёр В. Мищенко) — Социолог[1]
- 2011 — «Дураки на периферии» А. П. Платонова (режиссёр С. Яшин) — Данила Дмитриевич Лутьин, Странник земного шара[2][3]

### Фильмография
- 1996 — «Возвращение „Броненосца“», режиссёр Г. Полока
- 1997 — «Подарок», режиссёр А. Георгиев
- 2001 — «Сыщики» (телесериал), реж. В. Краснопольский, В. Усков — Приколин
- 2005 — «Не родись красивой» (телесериал), режиссёр А. Назаров
- 2007 — «Путь братьев Нобель» (Документальный), реж. Валерий Девятилов. Ведущий.
- 2007 — «Безмолвный свидетель-2» (телесериал), реж. В. Виноградов, С. Лопатухина — Денис Таранцев
- 2007 — «Закон и порядок: Отдел оперативных расследований −2» (телесериал), режиссёр Д. Брусникин — Антон Карташов
- 2007 — «Право на счастье» (телесериал), реж. А. Назаров, С. Назиров
- 2007 — «Сваха» (телесериал), реж. В. Виноградов, Г. Киреева — Володя
- 2007 — «Судебная колонка» (телесериал), реж. А. Антонов, А. Попогребский — Ялышев
- 2009 — «Вернуть на доследование» (телесериал), режиссёр А. Калугин — Вадим Дмитриевич Казанцев, владелец ювелирного магазина
- 2010 — «Москва. Три вокзала» (телесериал), реж. Ю. Павлов, Р. Кубаев, А. Канивченко — работник милиции